# Cerro de la Rovira
El cerro de la Rovira (en catalán: turó de la Rovira) es una colina de 261,8 metros de altitud situada en el municipio de Barcelona. Forma parte del parque de los Tres Cerros, junto al cerro del Carmelo y el cerro de la Creueta del Coll. El nombre proviene de un antiguo bosque de robles que había en la zona, por lo que turó de la rovira significaría 'colina del robledo'.

## Poblado íbero
En el año 1932 el arqueólogo Josep Colomines i Roca inició la excavación de un poblado íbero, de tipo layetano, en la cima del cerro de la Rovira. Se descubrió parte de la muralla y de las puertas de acceso, así como 44 silos con material arqueológico de bastante interés.
Se cree que este poblado funcionó entre los siglos IV y los inicios del I a. C. La apertura de calles, la construcción de casas y la instalación de las defensas antiaéreas han hecho desaparecer estos restos íberos.

## Defensas antiaéreas

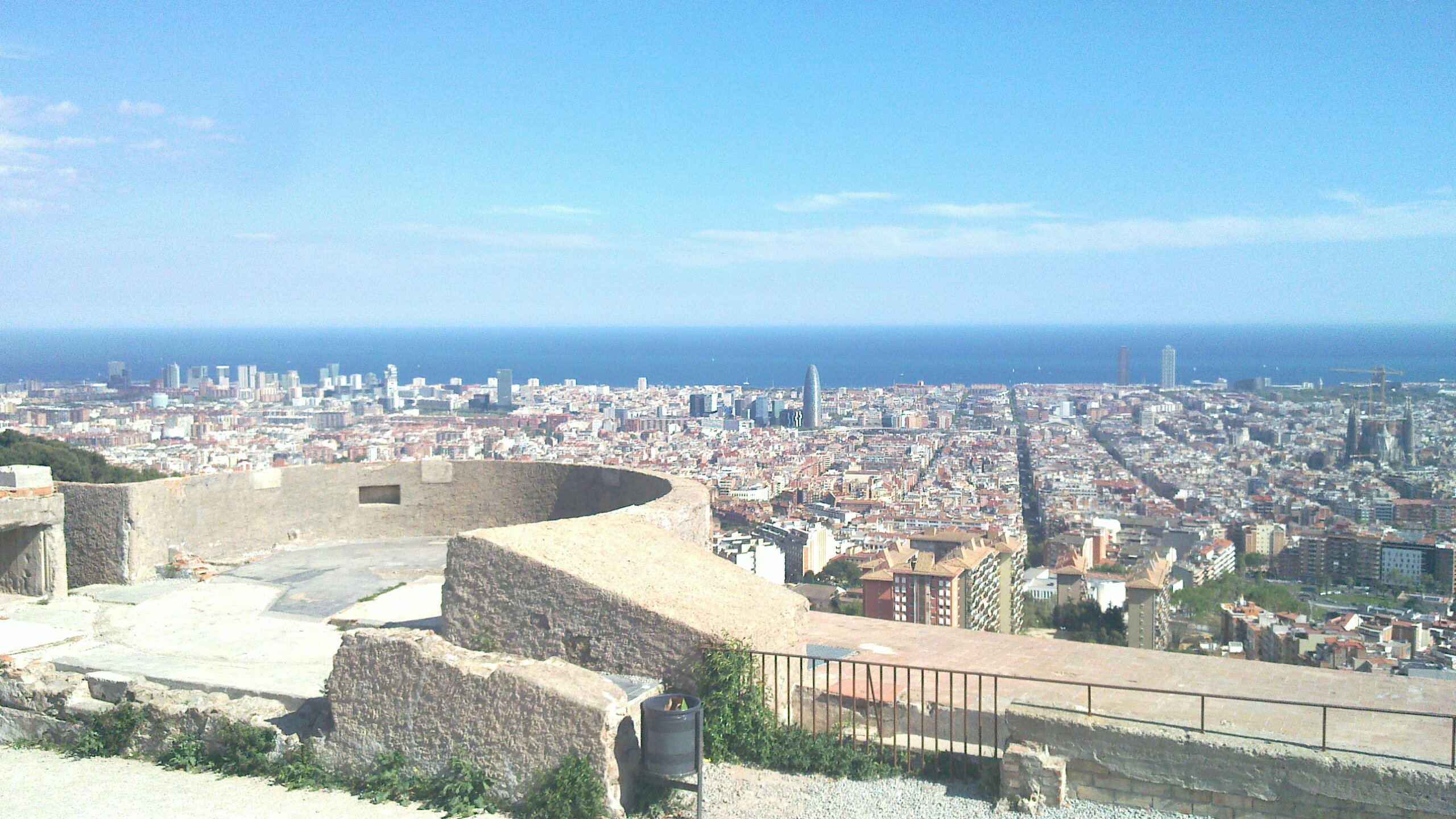
Vista de Barcelona desde el cerro, con las baterías en primer plano

Para hacer frente a los bombardeos que sufrió Barcelona a partir del febrero de 1937, las autoridades militares republicanas decidieron instalar una batería antiaérea en la cima del cerro de la Rovira. Esta formó parte de la defensa activa de la ciudad durante la guerra civil española. El sitio donde se colocaron estaba ocupado anteriormente por una finca conocida como Peñasco o El Castell. La construcción de los antiaéreos se llevó a cabo en el año 1938 y se colocaron cuatro cañones Vickers 105 mm. En 2006, durante un campo de trabajo internacional, se inició la tarea de recuperación de este conjunto defensivo. El 27 de marzo de 2011 se inauguraron las obras de limpieza y de adecuación de toda esta zona para hacerla más accesible, recuperando su memoria. Ahora, la zona es propiedad del MUHBA (Museo de Historia de Barcelona)

## Barraquismo
La creciente inmigración de la posguerra conllevó la creación de grandes poblados de barracas en toda Barcelona, que llegaron a acoger a unas 100 000 personas. Una parte de estas precarias viviendas se situaron en los alrededores del cerro de la Rovira en tres enclaves: Raimon Caselles (135 barracas), Francisco Alegre (306) y los Cañones (150). Este último grupo aprovechó las construcciones de las baterías. El fenómeno del barraquismo se erradicó definitivamente, del distrito de Horta-Guinardó, en 1990.